# Žinčice
Žinčice (slovensky žinčica, polsky żętyca či żentyca) je tradiční slovenský nápoj z ovčího mléka podobný kefíru, vzniká jako vedlejší produkt při výrobě brynzy. Původ slova je v rumunském jîntiţa, nápoji valašských pastýřů. Údajně nejlepší druh žinčice je urda, která je hustší než klasická sladká nebo kyselá žinčice. Přinejmenším v létě je příjemným osvěžujícím nápojem. K autentickému zážitku návštěvy salaše patří pití žinčice z typických pastýřských črpáků.
Žinčice bývá typicky servírována k brynzovým haluškám.
Žinčice je velmi bohatá co do počtu druhů mikroorganismů, kterých obsahuje dodnes známých až 1 700. V jednom gramu produktu jich lze nalézt až 1 miliardu. Nejpočetněji zastoupenými skupinami bakterií a kvasinek jsou: Lactobacillus, Lactococcus, Leuconostoc, Bifidobacterium, Enterococcus, Saccharomyces, Kluyveromyces, Streptococcus, Candida a další.